# Krustetten
Krustetten ist eine Ortschaft und Katastralgemeinde in der Marktgemeinde Paudorf im Bezirk Krems-Land in Niederösterreich.

## Lage
Der kleine Weinort Krustetten liegt auf einem Hügel südöstlich des Göttweiger Bergs, von dem man hervorragende Sicht auf das Stift Göttweig, die Donau, die Weinstadt Krems an der Donau und die Weinlagen des Kremstals hat.

## Geschichte
Krustetten wurde erstmals im Jahr 1072 bzw. 1091 als „Crucistetin“ erwähnt und in der Gründungsurkunde des Stiftes Göttweig aus 1083 als „Chrusistetin“ (Kreuzstätten) genannt. Die Katastralgemeinde grenzte früher an die Donau, wo die Flur Kleedorf an ein einstiges, 985 und 994 erwähntes Dorf erinnert, das in jüngerer Zeit als Kleedorf neu gegründet wurde.
Zur Gründung von Stift Göttweig im Jahr 1083 schenkte Bischof Altmann von Passau dem Kloster auch den Ort Krustetten mitsamt all seinen Weingärten und Winzern. Aus dem Mittelalter gibt es wenig Nachrichten. Pest und Cholera wüteten in Krustetten in den Jahren 1569, 1683 und 1713. Im Mai 1736 vernichtete eine Brandkatastrophe den Ort, nur drei Häuser blieben verschont und im Fünften Koalitionskrieg plünderten und brandschatzten die Franzosen das Dorf. Laut Adressbuch von Österreich waren im Jahr 1938 in Krustetten ein Gastwirt, ein Gemischtwarenhändler, ein Schuster, eine Zement- und Zementwarenfabrik, ein Zimmermeister und einige Landwirte ansässig.
Am 1. Jänner 1971 erfolgte die Eingliederung der zuvor selbständigen Gemeinden Höbenbach, Tiefenfucha und Krustetten als Katastralgemeinden in die Gemeinde Paudorf.

## Kultur und Sehenswürdigkeiten
- Die Ortskapelle wurde von 1954 bis 1955 neu errichtet, da die hölzerne Vorgängerkapelle nicht mehr erhalten werden konnte.
- Weinbergschnecke, ein unterkellerter Aussichtsberg mit eingebauter Vinothek